# نخستین واکنش‌های اضطراری
نخستین واکنش‌های اضطراری- Emergency First Response - از شرکت‌های وابسته به انجمن مربیان حرفه‌ای غواصی و یکی از مهمترین ارائه کنندگان بین‌المللی احیای قلبی ریوی CPR و شرکت‌های آموزش دهنده کمک‌های اولیه عضو کمیته رابط بین‌المللی احیا می‌باشد.

## خدمات
این سازمان به عنوان یکی از مهمترین شرکت‌های بین‌المللی آموزش کمک‌های اولیه و CPR، اعتماد به نفس دهنده ای برای پاسخگوئی مناسب به فوریت‌های پزشکی، نه فقط در جهان غواصی، بلکه در زندگی روزمره افراد است.

## دوره‌های آموزشی
- دوره CPR برای بزرگسالان، کودکان و نوزادان
- کمک‌های اولیه برای بزرگسالان، کودکان و نوزادان
- آموزش دفیبریلاسیون خارجی خودکار(AED)
- ارائه دهنده اکسیژن اضطراری
- آموزش مربی و مدرس دوره‌های ترینر نخستین واکنش اضطراری